# Caritate
Caritate înseamnă ajutorul voluntar acordat celor aflați în dificultate. De-asemenea, caritate înseamnă atitudine miloasă, plină de generozitate față de cineva; filantropie.

## Caritate în creștinism
În Europa medievală în secolele al XII-lea și al XIII-lea, creștinismul latin a suferit o revoluție caritabilă. Patronii bogați au fondat multe leprozerii și spitale pentru bolnavi și săraci. Noile confraternități și ordine religioase au apărut odată cu misiunea primară de a se angaja într-o muncă caritabilă intensă. Istoricii dezbat cauzele. Unii susțin că această mișcare a fost stimulată de forțele economice și materiale, precum și de o creștere a culturii urbane. Alți învățați susțin că evoluțiile din domeniul spiritualității și al culturii devoționale au fost centrale. Pentru alți învățați, caritatea medievală a fost în primul rând o modalitate de a ridica statutul social și de a afirma ierarhiile existente ale puterii.
Cu binecuvântarea preafericitului părinte Daniel, Patriarhul Bisericii Ortodoxe Române, Editura EIBMO a publicat cartea de cult Molitfelnicul preoților de caritate, menită să susțină activitatea preoților în spitale și centrele de îngrijire.